# Pimen (Wojat)
Pimen, imię świeckie Pawło Mychajłowycz Wojat (ur. 25 czerwca 1985 w Hanówce) – biskup Ukraińskiego Kościoła Prawosławnego Patriarchatu Moskiewskiego.

## Życiorys
W 2002 r. wstąpił do seminarium duchownego w Kijowie. Naukę kontynuował od 2006 r. w Kijowskiej Akademii Duchownej, którą ukończył w 2010 r. Trzy lata później ukończył Narodowy Uniwersytet Pedagogiczny im. Mychajła Dragomanowa.
Od września 2010 r. wykładał w kijowskich szkołach duchownych. W listopadzie tegoż roku mianowany dyżurnym pomocnikiem prorektora ds. wychowawczych KAD.
25 kwietnia 2013 r. przed rektorem KAD, metropolitą boryspolskim Antonim złożył wieczyste śluby mnisze z imieniem Pimen, ku czci św. nowomęczennika biskupa wierneńskiego Pimena (absolwenta KAD).
28 kwietnia 2013 r. został wyświęcony na hierodiakona (przez metropolitę kijowskiego i całej Ukrainy Włodzimierza), a 6 maja tegoż roku – na hieromnicha (przez metropolitę boryspolskiego Antoniego).
8 listopada 2015 r. podniesiony do godności archimandryty. Od 2016 r. pełnił posługę w cerkwi akademickiej Narodzenia Matki Bożej.
Postanowieniem Świętego Synodu Ukraińskiego Kościoła Prawosławnego Patriarchatu Moskiewskiego, został 14 marca 2018 r. wybrany wikariuszem eparchii rówieńskiej, z tytułem biskupa dubieńskiego. Chirotonia biskupia odbyła się 25 marca 2018 r. w cerkwi Świętych Antoniego i Teodozjusza Pieczerskich w ławrze Kijowsko-Peczerskiej, pod przewodnictwem metropolity kijowskiego i całej Ukrainy Onufrego.
Od 16 września 2021 r. pełnił czasowo obowiązki ordynariusza eparchii rówieńskiej, a 16 listopada tego samego roku stanął na jej czele.